# Arctosippa gracilis
Genre
Espèce
Synonymes
- Diapontia gracilis Keyserling, 1881

Arctosippa gracilis, unique représentant du genre Arctosippa, est une espèce d'araignées aranéomorphes de la famille des Lycosidae.

## Distribution
Cette espèce est endémique du Pérou.

## Description
La femelle holotype mesure 5,6 mm.

## Publications originales
- Keyserling, 1881 : Neue Spinnen aus Amerika. III. Verhandlungen der kaiserlich-königlichen zoologisch-botanischen Gesellschaft in Wien, vol. 31, p. 269-314 (texte intégral).
- Roewer, 1960 : Araneae Lycosaeformia II (Lycosidae). Exploration du Parc National de l'Upemba Mission G.F. de Witte, vol. 55, p. 519-1040.